# Покровский район (Уральская область)
Покро́вский райо́н Тюменского округа Уральской области РСФСР.
Образован на основании постановлений ВЦИК от 3 и 12 ноября 1923 года в Тюменском округе Уральской области из Созоновской, части Нердинско-Кречетинской, части Покровской и части Кашегальской волостей Тюменского уезда, а также части Авазбакеевской и части Юргинской волостей Ялуторовского уезда Тюменской губернии. 
В район вошло 11 сельсоветов: Александровский, Борковский, Дубровинский, Ивановский, Карбанский, Новоатьяловский, Новоникольский, Покровский, Созоновский, Усальский, Чашинский.
Постановлением президиума Уралоблисполкома от 17 июня 1925 года район упразднён. Александровский, Ивановский, Новоатьяловский, Чашинский сельсоветы переданы в Ялуторовский район. Борковский и Созоновский сельсоветы переданы в Тюменский район. Дубровинский, Карбанский, Новоникольский, Покровский и Усальский сельсоветы переданы в Ярковский район.